# 1. Division (Luxemburg) 1917/18
Die 1. Division 1917/18 war die 8. Spielzeit der höchsten luxemburgischen Fußballliga.
CS Fola Esch gewann den ersten Titel in der Vereinsgeschichte.

## Abschlusstabelle
| Pl. | Verein                    | Sp. | S | U | N | Tore    | Quote | Punkte |
| --- | ------------------------- | --- | - | - | - | ------- | ----- | ------ |
| 1.  | CS Fola Esch              | 10  | 7 | 2 | 1 | 028:110 | 2,55  | 16:40  |
| 2.  | US Hollerich/Bonneweg (M) | 10  | 6 | 1 | 3 | 034:220 | 1,55  | 13:70  |
| 3.  | Sporting Club Luxemburg   | 10  | 4 | 2 | 4 | 019:170 | 1,12  | 10:10  |
| 4.  | Young Boys Diekirch       | 10  | 4 | 1 | 5 | 025:180 | 1,39  | 09:11  |
| 5.  | Racing Club Luxemburg     | 10  | 4 | 1 | 5 | 020:210 | 0,95  | 09:11  |
| 6.  | CS Petingen (N)           | 10  | 1 | 1 | 8 | 010:470 | 0,21  | 03:17  |

| (M) | amtierender Meister               |
| (N) | Neuaufsteiger aus der 2. Division |

### Kreuztabelle
Die Kreuztabelle stellt die Ergebnisse aller Spiele dieser Saison dar. Die Heimmannschaft ist in der linken Spalte, die Gastmannschaft in der oberen Zeile aufgelistet.
| 1917/18                 | Fola Esch | US Hollerick/Bonneweg | Sporting Club Luxemburg | YBD | Racing Club Luxemburg | CS Petingen |
| ----------------------- | --------- | --------------------- | ----------------------- | --- | --------------------- | ----------- |
| Fola Esch               |           | 4:2                   | 4:1                     | 0:0 | 5:1                   | 5:0         |
| US Hollerich/Bonneweg   | 4:1       |                       | 2:6                     | 4:3 | 2:2                   | 7:1         |
| Sporting Club Luxemburg | 1:1       | 1:4                   |                         | 2:3 | 2:0                   | 3:0         |
| Young Boys Diekirch     | 1:2       | 0:4                   | 1:0                     |     | 3:1                   | 13:0        |
| Racing Club Luxemburg   | 1:3       | 2:1                   | 0:1                     | 3:1 |                       | 7:2         |
| CS Petingen             | 0:3       | 2:4                   | 2:2                     | 2:0 | 1:3                   |             |

- Das Spiel CS Petingen - Fola Esch wurde mit 0:3 kampflos gewertet.